# Guizhou
Guizhou (simplificeret kinesisk: 贵州, traditionel kinesisk: 貴州, pinyin: Gùizhōu, Wade-Giles: Kuei-chou, staves også Kweichow) er en provins i Folkerepublikken Kina beliggende i den sydvestlige del af landet. Provinshovedstaden er Guiyang.
Provinsen er målt i BNI per indbygger den fattigste i Kina. Kun 11% arealet bruges til fødevareproduktion; Ris er en af de vigtigste eksportvarer, men der dyrkes kun en afgrøde om året. Der dyrkes også en del majs og hvede. 
Det går mange jernbaner gennem provinsen, men mange  landsbyer er helt  uden vejforbindelse. 

## Administrative enheder
Guizhou er inddelt i fire  bypræfekturer, to præfekturer og tre autonome distrikter:
- Bypræfekturet Guiyang (贵阳市),
- Bypræfekturet Liupanshui (六盘水市),
- Bypræfekturet Zunyi (遵义市),
- Bypræfekturet Anshun (安顺市),
- Præfekturet Tongren (铜仁地区),
- Præfekturet Bijie (毕节地区),
- Det autonome præfektur Qianxinan for Bouyei og Miao (黔西南布依族苗族自治州),
- Det autonome præfektur Qiandongnan for Miao og Dong (黔东南苗族侗族自治州),
- Det autonome præfektur Qiannan for Bouyei og Miao (黔南布依族苗族自治州).

## Historie
Guizhou har været kendt af kineserne siden oldtiden, men det var først under Ming-dynastiet at området kom under kinesisk kontrol og blev organiseret som provins. Derefter fulgte masseindvandring af kinesere fra nærliggende provinser som Sichuan og Hunan.
Den folkegruppen som tidligere stod stærkest i området var miaofolket. De gjorde ofte oprør; Under Qing-dynastiet hed det at der var mindre opstande med tredive års mellemrum, og større med tres års mellemrum. Oprørene blev slået ned af regeringen. 

## Myndigheder
Den regionale leder i Kinas kommunistiske parti er Shen Yiqin. Guvernør er Li Bingjun, pr. 2021.
- Wikimedia Commons har flere filer relateret til Guizhou

26°48′N 106°48′Ø / 26.8°N 106.8°Ø